# Bunsenelement

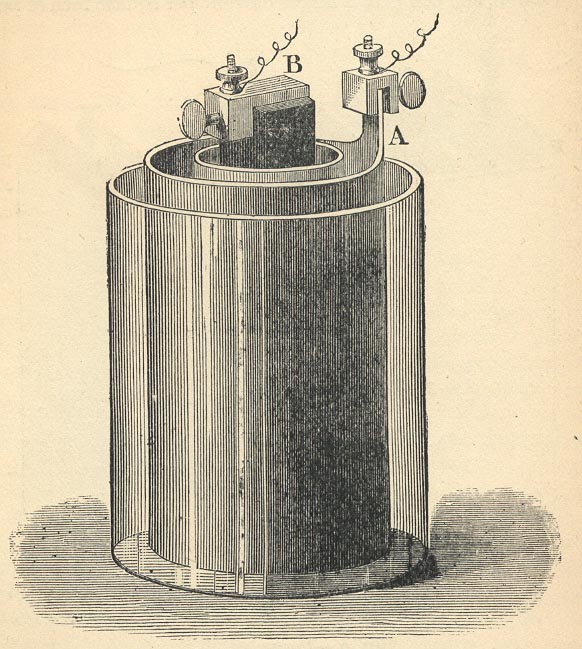
Bunsenelement

Das Bunsenelement ist eine von Robert Bunsen 1841 vorgestellte Spannungsquelle, die eine elektrische Spannung von etwa 1,9 V liefert. Sie wurde mindestens bis zur Mitte der 1880er Jahre für wissenschaftliche und technische Experimente und Anwendungen benutzt, beispielsweise zur elektrischen Beleuchtung, und ist daher historisch bedeutend. Sie ist ein galvanisches Element, das oft als Batterieform verwendet wurde, und eine verbesserte Variante des 1839 von William Grove entwickelten Grove-Elements.
Das Element von Grove bestand aus einer Zink-Elektrode, die in Schwefelsäure als Elektrolyt tauchte, umgeben von einem porösen Tonzylinder als Diaphragma; als Gegenelektrode diente Platin in Salpetersäure. Bunsen gelang es, die teure Platinelektrode durch einen Zylinder aus viel billigerer gepresster Kohle zu ersetzen. Das Bunsenelement war zu seiner Zeit eine der leistungsfähigsten elektrischen Stromquellen.
Die vergleichsweise großen Stromstärken, die damit erreicht werden konnten, wurden durch die relativ große Oberfläche der verwendeten Kohle ermöglicht. Außerdem verzichtete Bunsen auf ein Diaphragma („wodurch die bei den constanten Batterien nöthigen porösen Thonzellen entberlich werden“), so dass auch der Innenwiderstand seiner Zelle niedrig war. Der Nachteil war, dass das Zink sehr schnell korrodierte: Johann Christian Poggendorff versuchte einen Nachbau der Bunsenschen Zelle und berichtete eine so „heftige Auflösung des Zinks“, dass er den Apparat nach einer Viertelstunde auseinandernahm. Außerdem sind die giftigen und korrosiven Gase und Dämpfe der Salpetersäure und die entweichenden Stickoxide nachteilig. Die Glasgefäße wurden daher so gestaltet, dass sie das Entweichen der Dämpfe beschränkten; später wurden auch geschlossene Gefäße verwendet.

## Bedeutende Anwendungen
In Bunsens Labor wurde seine Zink-Kohle-Zellen z. B. zur Herstellung von Chlorknallgas und zur Darstellung von Elementen, u. a. Lithium, Aluminium und Natrium, genutzt. Ebenfalls in Bunsens Labor in Marburg nutzte Hermann Kolbe sie bei seinen Experimenten zur Elektrolyse, die zur Entdeckung der heute als Kolbe-Elektrolyse bekannten Reaktion führten. Henri Moissan gebrauchte 1886 bei der ersten Darstellung von elementarem Fluor eine Batterie aus 50 Bunsenzellen.
1841 fanden in Paris am Quai de Conti erste Versuche zur elektrischen Beleuchtung eines öffentlichen Platzes statt, wobei eine Batterie aus 100 Bunsenelementen benutzt wurde. 1846 wurde die Pariser Oper mit Lichtbogenlampen ausgestattet, die von einer Batterie aus 360 Bunsenelementen versorgt wurden.

## Reaktionsgleichungen
An der Anode (Minuspol, das Zinkblech, siehe Zinkelektrode) der Bunsenzelle löst sich beim Entladen das Zink auf, es wird dabei zum Zinkion oxidiert:
{\displaystyle \mathrm {Zn\longrightarrow Zn^{2+}+2\ e^{-}} }.
An der Kathode der Zelle (Pluspol, die mit Salpetersäure getränkte Kohlenstoffelektrode) wird die Salpetersäure HNVO3 reduziert. Je nach den Reaktionsbedingungen bzw. je nachdem wie vollständig die Reaktion abläuft entsteht dabei Stickstoffdioxid NIVO2, Nitrit NIIIO2−, oder – bei weitgehender Entladung – Stickstoffmonoxid NIIO. Mit konzentrierter Salpetersäure und begrenzter Entladetiefe entsteht Stickstoffdioxid:
{\displaystyle \mathrm {2\ HNO_{3}+e^{-}\longrightarrow NO_{2}+NO_{3}^{-}+H_{2}O} }
Die Gesamtreaktion der Zelle (vergl.) ist daher:
{\displaystyle \mathrm {Zn+4\ HNO_{3}\longrightarrow Zn(NO_{3})_{2}+2\ H_{2}O+2\ NO_{2}} }.
Die Spannung der Zelle liegt zwischen 1,888 V und 1,964 V.